# Ölands Tidning (1881)
Ölands Tidning var en dagstidning utgiven i Kalmar med redaktion i Borgholm från 30 september 1881 till den 28 december 1883.
Tidningen trycktes i  Westinska boktryckeriet i Kalmar med frakturstil och antikva.
Tidningen kom ut en gång i veckan fredagar med 4 sidor i folio och 4 spalter per sida och format 45 x 30 cm. Prenumeration kostade 1 krona från oktober till december 1881 och tre kronor 1882 och 1883.Tidningen lämnades till prenumeranterna på  tidningen Kalmar för halva priset 1 krona 50 öre 1882 och gratis 1883. Utgivningsbevis  för tidningen utfärdades för redaktör Johan Fredrik Johansson 17 september 1881. Tidningen var edition till tidningen Kalmar.